# Кметове на Пловдив
Тази страница е списък на кметовете на Пловдив от Освобождението до наши дни.

## История
През 1878 г. руското военно командване поверява управлението на Пловдив на генерал Веляминов, който бързо слага ред в хаотичния живот, типичен за всеки излязъл от война град. Неговата основна грижа грижа е изборът на кмет, който да представлява населението пред окупационните власти. На свикано от генерала общо събрание на градските първенци на 26 януари 1878 г. те единодушно приемат, че бъдещия кмет трябва да е българин, но да владее трите най-употребявани езика – български, турски и гръцки.
Събранието избира за кмет Атанас Димитров Самоковлиев (Самоковеца), племенник брат на Захари Зограф. На 12 януари 1878 г. той приема мандата, но 26 февруари същата година е освободен по собствено желания и е заместен от Костаки Пеев.
Първият пряко избран кмет на града е Костаки Пеев. Той е избран с гласуване от населението на 19 декември 1878 г. и изпълнява длъжността до 12 септември 1880 г.
След него управляват над 60 мъже. Понякога вместо от кмет градът е бил управляван от избрана комисия с председател, която е имала правомощията на градоначалник.

## Списък
| №    | Кмет (име)             | Управление (период)                 | Партия                    | Бележки |
| ---- | ---------------------- | ----------------------------------- | ------------------------- | --- |
| 1.   | Атанас Самоковлиев     | 12 януари – 26 февруари 1878        |                           | |
| 2.   | Костаки Пеев           | 26 февруари 1878 – 17 ноември 1880  |                           | Първи изборен кмет от 14 декември 1878, първи мандат                                                           |
| 3.   | Иван Ст. Гешов         | 17 ноември 1880 – 26 януари 1883    | Народна партия            | |
| 4.   | Сотир Антониади        | 26 януари – 21 април 1883           |                           | Изпълняващ длъжността кмет                                                                                     |
| 5.   | Петко Каравелов        | 21 април 1883 – 13 януари 1884      | Либерална партия          | |
| 6.   | Хафуз Ахмед Ефенди     | 13 януари – 8 май 1884              |                           | Изпълняващ длъжността кмет                                                                                     |
| 7.   | Костаки Пеев           | 8 май 1884 – 13 ноември 1887        |                           | втори мандат                                                                                                   |
| 8.   | Христо Дюкмеджиев      | 13 ноември 1887 – 17 септември 1890 | Либерална партия          | |
| 9.   | Димитър Свещаров       | 17 септември 1890 – 6 февруари 1893 |                           | |
| 10.  | Стефан Калчев          | 6 февруари – 31 март 1893           |                           | |
| 11.  | Ангел Семерджиев       | 1 април – 1 юни 1893                |                           | Председател на тричленната комисия                                                                             |
| 12.  | Константин Хаджикалчов | 2 юни – 30 октомври 1893            |                           | |
| 13.  | Манчо Манев            | 30 октомври 1893 – 7 юли 1894       |                           | |
| 14.  | Никола Чалъков         | 7 юли – 5 октомври 1894             |                           | Първи мандат                                                                                                   |
| 15.  | Михаил Маджаров        | 5 октомври – 17 ноември 1894        | Народна партия            | Председател на тричленната комисия                                                                             |
| 16.  | Данаил Юруков          | 17 ноември 1894 – 2 ноември 1896    |                           | |
| 17.  | Христо Г. Данов        | 2 ноември 1896 – 12 април 1899      |                           | |
| 15.  | Никола Чалъков         | 13 април 1899 – 13 октомври 1900    |                           | До 8 юли 1899 е председател на тричленната комисия, втори мандат                                               |
| 16.  | Деньо Манев            | 19 октомври – 4 декември 1900       |                           | Чалъков е бламиран, а на негово място е избран Манев.                                                          |
| 17.  | Никола Чалъков         | 4 декември 1900 – 23 март 1901      |                           | Князът обявява избора на Манев за незаконен и Чалъков се връща на поста си.                                    |
| 18.  | Драган Манчов          | 7 април – 24 май 1901               |                           | Председател на тричленната комисия                                                                             |
| 19.  | Христо Танчев          | 24 май 1901 – 6 февруари 1902       |                           | |
| 20.  | Георги Джевизов        | 6 февруари 1902 – 7 октомври 1903   |                           | до 27 март 1902 г. е председател на Тричленната комисия, първи мандат                                          |
| 21.  | Христо Милев           | 9 октомври 1903 – 19 септември 1905 | Народнолиберална партия   | До 3 декември 1903 г. председател на Тричленната комисия.                                                      |
| 22.  | Никола Чалъков         | 19 септември 1905 – 27 май 1906     |                           | Трети мандат                                                                                                   |
| 23.  | Вълко Шопов            | 14 юни 1906 – 2 април 1908          |                           | |
| 24.  | Иван Кесяков           | 2 април 1908 – 5 април 1912         |                           | До 4 юни 1908 г. председател на Тричленната комисия, първи мандат.                                             |
| 25.  | Георги Джевизов        | 5 април – 26 април 1912             |                           | Втори мандат                                                                                                   |
| 26.  | Никола Коларов         | 26 април – 21 май 1912              |                           | Изпълняващ длъжността кмет.                                                                                    |
| 27.  | Никола Козарев         | 21 май 1912 – 9 януари 1914         |                           | |
| 28.  | Деньо Манев            | 9 януари 1914 – 4 юли 1918          |                           | До 31 март 1914 председател на Тричленната комисия.                                                            |
| 29.  | Милош Данов            | 6 юли 1918 – 29 май 1919            |                           | Председател на Тричленната комисия.                                                                            |
| 30.  | Стефан Гевгалов        | 15 юни – 26 септември 1919          |                           | Председател на Тричленната комисия.                                                                            |
| 31.  | Христо Павлов          | 26 септември – 11 ноември 1919      |                           | Председател на Тричленната комисия.                                                                            |
| 32.  | Харитон Куев           | 11 ноември – 30 декември 1919       |                           | Председател на Тричленната комисия.                                                                            |
| 33.  | Никола Гълъбов         | 30 декември 1919 – 16 март 1920     | БРДСП                     | |
| 34.  | Панайот Мутафчиев      | 16 март – 6 юли 1920                |                           | Председател на Тричленната комисия.                                                                            |
| 35.  | Петър Шилев            | 6 юли 1920 – 1 март 1921            |                           | Председател на Тричленната комисия.                                                                            |
| 36.  | Иван Кесяков           | 1 март – 21 април 1921              |                           | Втори мандат. Със заповед от 15 март 1921 е отстранен от длъжността и срещу него е възбудено наказателно дело. |
| 37.  | Коста Божилов          | 21 април – 18 декември 1921         | Демократическа партия     | Изпълняващ длъжността кмет.                                                                                    |
| 38.  | Иван Кесяков           | 18 декември 1921 – 31 октомври 1922 |                           | Оправдан е по делото и се връща на кметското място.                                                            |
| 39.  | Петър Янъков           | 31 октомври 1922 – 11 януари 1923   |                           | Председател на Тричленната комисия.                                                                            |
| 40.  | Иван Станчев           | 11 януари – 9 юни 1923              |                           | Председател на Тричленната комисия.                                                                            |
| 41.  | Петър Дренски          | 12 юни 1923 – 1 юли 1927            |                           | До 8 юли 1924 е председател на Тричленната комисия.                                                            |
| 42.  | Панайот Костов         | 1 юли 1927 – 6 октомври 1928        |                           | |
| 43.  | Милош Данов            | 6 октомври 1928 – 18 април 1929     |                           | Председател на седемчленна комисия.                                                                            |
| 44.  | Еньо Манолов           | 18 април 1929 – 6 април 1932        |                           | |
| 45.  | Божидар Здравков       | 6 април 1932 – 14 март 1935         |                           | Първи мандат.                                                                                                  |
| 46.  | Георги Тодоров         | 14 март 1935 – 8 октомври 1936      |                           | |
| 47.  | Божидар Здравков       | 8 октомври 1936 – 14 ноември 1939   |                           | Втори мандат.                                                                                                  |
| 48.  | Петър Малчев           | 15 ноември 1939 – 26 ноември 1943   |                           | |
| 49.  | Димитър Костов         | 26 ноември 1943 – 8 септември 1944  |                           | |
| 50.  | Асен Кожухаров         | 9 септември 1944 – 22 март 1945     | БКП                       | |
| 51.  | Иван Перпелиев         | 22 март 1945 – 19 ноември 1949      | БРП                       | |
| '52. | Никола Балканджиев     | 19 ноември 1949 – 3 февруари 1959   | БРП                       | |
| 53.  | Атанас Костов          | 3 февруари 1959 – 1 март 1963       | БКП                       | |
| 54.  | Иван Димитров          | 1 март 1963 – 9 януари 1965         |                           | |
| 55.  | Иван Панев             | 9 януари 1965 – 17 януари 1968      | БКП                       | |
| 56.  | Коста Куманов          | 17 януари 1968 – 26 юни 1971        |                           | |
| 57.  | Диран Парикян          | 27 юни 1971 – 3 април 1979          | БКП                       | |
| 58.  | Христо Мишев           | 3 април 1979 – 8 юни 1986           | БКП                       | |
| 59.  | Димитър Бакалов        | 8 юни 1986 – 26 февруари 1988       | БКП                       | |
| 60.  | Тодор Петков           | 26 февруари 1988 – 23 октомври 1990 | БКП                       | |
| 61.  | Николай Сомлев         | 23 октомври 1990 – 16 октомври 1991 | СДС                       | Първият десен кмет на Пловдив                                                                                  |
| 62.  | Гарабед Томасян        | 16 октомври 1991 – 1 ноември 1995   | СДС                       | |
| 63.  | Спас Гърневски         | 1 ноември 1995 – 1 ноември 1999     | СДС                       | |
| 64.  | Иван Чомаков           | 1 ноември 1999 – октомври 2007      | СДС, коалиция д-р Чомаков | |
| 65.  | Славчо Атанасов        | октомври 2007 – 30 октомври 2011    | ВМРО-БНД                  | |
| 66.  | Иван Тотев             | 30 октомври 2011 – 12 ноември 2019  | ГЕРБ                      | |
| 67.  | Здравко Димитров       | 12 ноември 2019 – 8 ноември 2023    | ГЕРБ                      | |
| 68.  | Костадин Димитров      | 8 ноември 2023 -                    | ГЕРБ                      | |